# 고려-몽골 전쟁
고려-몽골 전쟁 또는 여몽 전쟁(麗蒙戰爭)은 고려와 몽골 제국 사이에 벌어진 전쟁이다. 여기에는 고려-몽골 전쟁이 끝난 뒤인 삼별초의 항쟁까지를 포함하기도 한다. 전쟁 결과, 고려는 몽골에 패배해 사실상 몽골의 간섭 아래로 들어갔으나, 끈질긴 저항과 협상으로 형식으로나마 나라를 계속 유지하였다.

## 배경
고려가 최씨정권 아래에 있는 동안 중앙아시아 대륙에서는 테무친이 등장하여 몽골족을 통일하고, 1206년(희종 2년)에는 칭기즈 칸이라 칭하고 강대한 제국(帝國)으로 군림하였다.
그는 세계를 정복할 목적으로 동·서양의 각국을 공격하여, 세계 최대의 제국을 건설한 다음 남하하여 금나라를 공격하니 금은 대내적인 분열을 일으켰다. 요나라 유민의 일부분은 대요국(大遼國)을 세우고 여진족과 화합하여, 재기의 기회를 노렸으나 다시 몽골에 쫓기어 1216년(고종 4년)에는 마침내 고려의 국경을 넘어서게 되었다.
이에 몽골은 여진족의 동진국(東眞國)과 동맹을 맺고, 거란족을 소탕하기 위하여 고려에 들어오자 고려도 군사를 동원하여 그들과 협력하여 강동성에서 거란을 공격하여 무찔렀다(→강동성 전투). 몽골은 이를 계기로 고려와 협약을 맺고 해마다 과중한 조공을 요구하는 한편 몽골 사신은 고려에 들어와 오만한 행동을 자행하여, 고려는 차츰 그들을 적대시하게 되었다.
이러한 상황에서 마침 1225년(고종 12년) 음력 1월 몽골 사신 저고여(箸告與)가 국경지대에서 죽임을 당한 사건이 일어났다. 몽골은 이를 고려의 소행이라고 간주하고, 고려는 국경을 넘어서 금나라 사람에게 피살된 것이라 주장하여, 두 나라 사이는 점차 험악해지고 마침내는 국교 단절에까지 이르러 몽골은 고려를 향한 침략을 계획하였다

## 전쟁의 경과

### 초기
1231년 오고타이 칸은 1225년 몽골 사신 저고여 살해 사건에 대해 힐책하는 내용과 함께 고려에게 항복하라는 국서를 보낸다.
이로써 고려와 몽골 제국간에 전쟁이 시작되었다.
오고타이 칸은 몽골 제국 잘라이르부 출신의 장수 살리타로 하여금 고려를 정복하도록 할 것을 명하였고, 살리타가 이끄는 몽골군은 압록강을 넘어 고려의 의주를 함락시켰다. 이때 몽골군은 투항한 고려의 장수 홍복원과 그의 군사들과 함께 귀주성을 공격하였으며, 당시 귀주성을 지키고 있던 고려의 장수 박서와 김경손, 그리고 그들 휘하에 고려군은 몽골군에 저항했다.

몽골군은 귀주성을 함락하기 위해 포차와 누차 등 무수한 대형 병기를 이용하는 등 맹공하였으나 귀주성이 함락되지 않자 포기하고 고려의 수도 개경에 진격하여 포위하였다. 고려 조정은 몽골군이 개경을 포위하자 별다른 대책이 없음을 알고 몽골 제국에게 강화를 요청하며 몽골 사신들과 살리타에게 막대한 공물을 바쳤다. 고려 조정이 강화를 맺자 귀주성의 박서도 항복하여 전투가 중단되었다. 이후 몽골군은 강화의 감시와 이후 고려의 정차적 간섭을 위해 개경과 평안도 일대에 감독관인 다루가치를 72명 배치하고 철수하였다.
고려는 비록 몽골과 강화를 하였으나 이는 고려의 본의가 아니었고 또 앞으로 몽골의 태도 여하를 몰라 당시의 집권자인 최우는 재추회의(宰樞會議)를 열어 강화 천도를 결정하고, 1232년(고종 19년) 음력 6월에 수도를 강도(江都 : 강화도)로 천도하며 장기 항전의 각오를 굳게 다졌다. 이는 몽골에 대하여 적의를 보인 것이므로 살리타는 7개월 만에 다시 대군을 이끌고 침입하여, 서경의 홍복원을 앞세워 개경을 함락하고 남경(南京: 오늘날 서울특별시)을 공격한 다음 한강을 넘어 남쪽을 공략하였다.
그러나 해전에 약한 몽골은 강화도를 치지 못하고 사신을 보내어 항복을 권고하였으나 응하지 않으므로 다시 남하하여 처인성(處仁城 : 오늘날 경기도 용인시 처인구)을 공격하다가 살리타는 고려의 김윤후에게 화살을 맞고 전사하였다. 대장을 잃은 몽골은 사기를 잃고 철수하였는데, 이때 부인사(符仁寺) 소장의 《고려대장경》 초조판(初彫板)이 불타 없어졌다. 한편 몽골의 철수에 기세를 올린 최우는 북계병마사 민희(閔曦)에게 가병(家兵) 3천을 주어 앞서 반역한 홍복원을 토벌하고, 가족을 사로잡고 북부 여러 주현(州縣)의 거의 대부분을 회복하였다.
1235년(고종 22년) 몽골은 남송을 공격하는 길에 따로 당올태(唐兀臺)에게 대군을 주어 다시 고려를 치게 하였다. 몽골은 개주(介州 : 개천)·온수(溫水 : 온양)·죽주(竹州 : 죽산)·대흥(大興 : 예산) 등지에서 큰 타격을 받으면서도 4년간에 걸쳐 전국 각지를 휩쓸었다. 유명한 《황룡사 9층 목탑》도 이 때에 파괴되었다.
이같이 몽골은 육지에 화를 입혔으나 강화도만은 침공치 못하니 조정은 강화도에 웅거하여 방위에 힘쓰는 한편 부처의 힘을 빌려 난을 피하고자 《팔만대장경》의 재조(再彫)를 시작하였다. 그런데 강화도에서는 백성에게 미치는 피해를 우려하여 1238년(고종 25년) 겨울 김보정(金寶鼎) 등을 적진에 보내어 강화를 제의하였고, 몽골은 왕의 입조를 조건으로 이듬해 봄에 철수를 시작하였다. 철수 후 고려는 약속을 이행하지 않다가 몽골의 독촉으로 입조의 불가능함을 말하고 왕족 신안공 전(新安公 佺)을 왕제(王弟 : 왕의 아우)라 칭하여 대신 몽골에 보내고 1241년(고종 28년)에는 신안공의 종형(從兄 : 사촌형) 영녕공 준(永寧公 綧)을 왕자로 가장시켜 몽골에 인질로 보냈다.

### 중기
오고타이 칸(원 태종)의 대를 이어 귀위크 칸(한국 한자: 貴由 : 정종)이 즉위하자 몽골은 고려의 입조와 강화도에서 나올 것을 요구하며 아모간(阿母侃)에게 군사를 주어 고려를 치게 하였다. 그런데 이때 몽골은 정종이 죽고 후계자 문제로 분규가 생겨 한때 철군하였으나, 몽케 칸(헌종)이 즉위하게 되자 1253년(고종 40년) 예케(한국 한자: 也窟 또는 也古)를 시켜 고려에 대거 침입하였다.
이에 고려는 전쟁을 각오하고 강화도를 굳게 지키니 몽골은 이를 함락하지 못하고 동주(東州 : 철원)·춘주(春州 : 춘천)·양근(楊根 : 양주)·양주(襄州 : 양양) 등을 공격한 다음 충주성에 이르렀다. 이때 돌연 예케는 병을 이유로 귀국하였는데, 도중 개경에서 고려의 철수 요구를 받았다.
그는 어느 정도 타협적인 태도를 취하여 고종은 강화도에서 나와 승천부(昇天府)에서 예케의 사신과 회견하였으며, 한편 충주성 전투도 70여 일에 걸친 치열한 공방전 끝에 몽골이 불리하게 되어 드디어 철수하기 시작하였다. 그러나 북부 지방에 있던 몽골의 군대는 철수를 주저하고 있다가 고려 왕자 안경공 창(安慶公 淐)을 몽골에 보내어 항복을 표시함으로써 완전히 철병하였다.
그러나 몽케 칸(원 헌종)은 왕자의 입조만으로 만족치 않고, 국왕의 출륙과 입조를 요구하면서 1254년(고종 41년) 음력 7월 자랄타이(한국 한자: 車羅大(차라대) 또는 札剋兒帶)를 정동원수(征東元帥)로 삼아 대군을 이끌고 침입케 하였다.
그는 전국 각처를 휩쓸고 계속 남하하여 충주성과 상주산성(尙州山城)을 공격하였으나 실패했다. 이때 자랄타이는 돌연 몽케 칸의 명으로 군을 돌이켰는데, 이때 고려가 받은 피해는 어느 때보다도 심하여 《고려사》에는 포로가 206,800여 명, 살상자는 부지기수라고 하였다.

### 말기
이듬해 몽골의 몽케 칸(원 헌종)은 또다시 자랄타이를 대장으로 인질로 갔던 영녕공과 홍복원을 대동하여 대군을 보내, 갑곶 대안(甲串對岸)에 집결하여 강화도를 공격할 기세를 보였다. 그러나 마침 전에 몽골에 갔던 김수강(金守剛)이 몽케 칸을 설득시키는 데 성공하여 몽골은 고려에서 철수하였다.
그러나 이는 일시적인 대책에 불과하였으며, 더욱이 1257년(고종 44년)에는 해마다 몽골에 보내던 세공을 정지하게 되자 몽골은 또 자랄타이에게 군사를 주어 고려를 침략케 하였다. 그간 정부는 재차 김수강을 철병 교섭의 사신으로 몽골에 파견해서, 몽케 칸을 알현케 하여 그 허락을 얻으니 출륙과 친조를 조건으로 몽골은 일단 군대를 북으로 후퇴시키고 고려의 태도와 동정을 살피고 있었다.
몽골은 끈질기게 고려왕의 입조·출륙을 요구했다. 고려는 몽골의 철수를 우선적으로 요구하는 등 교섭이 잘 진행되지 않다가, 1258년(고종 45년) 최씨 정권의 마지막 집권자인 최의가 김준(金俊)에게 피살되자 정세는 돌변하여 몽골에 대한 강화의 기운이 생기게 되었다.
이리하여 1259년(고종 46년) 음력 3월 박희실(朴希實) 등을 사신으로 보내어 자랄타이와 회견, 왕의 출륙과 입조를 약속하고 태자 전(倎) 등 40여 명을 몽골에 보내고 강화도의 성을 헐게 하여 고려의 강화 태도에 확증을 보이니 28년간의 싸움 끝에 드디어 고려는 항복하였다. 그해 음력 6월 고종이 죽고 태자가 귀국하여 왕위에 올라 원종(元宗)이 되었는데, 그는 몽골에 태자를 다시 인질로 보내어 성의를 표시하였으나 강화도에서 나오지는 않았다.
이후 원나라가 고려에 원종의 입조와 군대파견을 요구하자 고려내에서 반원세력이 크게 힘을 얻고 임연을 중심으로 1268년 원종을 폐위시키지만 원나라가 군대를 파견해 1270년 원종이 다시 복위하면서 이후 고려는 몽골에 90년 가까이 내정간섭을 받는 지배를 당한다.

## 결과
1270년에 원종이 개경으로 환도하면서 고려는 몽골에 완전히 복종하였다. 그 과정에서 무신정권의 집권자 임유무가 처형되었고 무신정권이 붕괴되었다. 1170년에 정중부, 이의방, 이고 등이 무신정변을 일으킨지 꼭 100년 만의 일이었다. 1259년에 원종이 몽골에 입조할 무렵 몽골에는 몽케 칸이 급서하였고 왕위 계승을 놓고 아리크부카가 이끄는 유목계 본지파(本地派)와 쿠빌라이가 이끄는 농경계 한지파(漢地派)가 대립하였다. 그런데 이 때 원종이 쿠빌라이를 찾아가서 그에게 항복하였고 이것은 쿠빌라이가 칸의 자리에 오르는데 큰 도움이 되었다. 아리크부카를 물리치고 칸의 자리에 오르는데 성공한 쿠빌라이 칸은 "고려의 국체와 풍속을 보존하라.(不改土風)"라는 명을 내려 고려의 국체를 보존하게 하여 원종의 은혜에 보답하였다. 이를 세조의 옛 제도라 하여 세조구제(世祖舊制)라고 부른다. 훗날 고려의 부원배들이 "고려를 몽골의 한 지방으로 편입시켜 달라."는 입성책동을 벌일 때나 몽골이 고려를 한 지방으로 편입시키려고 시도할 때마다 고려는 이 세조구제를 들어 나라를 지켜냈다.
그러나 국체는 보존했지만 고려는 제후국으로 위상이 격하되었고 왕실 용어와 관제 등이 모두 제후국 수준으로 격하되었으며 몽골의 내정간섭도 이어졌다. 이에 원종은 훗날 충렬왕이 되는 세자를 몽골 공주와 혼인시켜 내정간섭을 줄여보려는 시도를 하게 되었다. 본래 몽골은 중국과는 달리 황금씨족이 아니면 절대 아무하고 결혼하지 않는데 쿠빌라이 칸은 그러한 관례를 깨고 고려가 주청한 국혼을 받아주었다. 그리하여 충렬왕과 제국대장공주의 국혼이 성사되어 충렬왕은 쿠빌라이 칸의 사위가 되었다. 몽골은 국가의 대소사를 쿠릴타이라는 회의를 통해 결정하였는데 이 쿠릴타이에는 칸의 사위도 참석이 가능했다. 충렬왕이 쿠빌라이 칸의 사위가 되었기에 당연히 충렬왕에게도 쿠릴타이에 참석할 자격이 주어졌으며 그 덕분에 고려의 목소리를 낼 수 있었고 다루가치 철수, 호구 조사 요구 철회, 동녕부 및 탐라총관부 반환 등을 이뤄낼 수 있었다. 그리고 충렬왕의 아들인 충선왕은 쿠빌라이 칸의 외손자였기에 몽골 황실 내에서도 상당히 서열이 높았고 그런 그가 원 무종이 황제가 되도록 지지해주어 그 보답으로 심양왕 직위를 얻어내 만주 지역을 다스릴 권한까지 부여받았다.
하지만 국혼을 통해 고려 왕자들은 몽골 황실의 외손이 되었는데 몽골은 고려의 왕자들을 반드시 외가인 몽골로 보내 몽골에서 성장하고 교육받도록 하였으며 한 집안으로 묶였기에 왕실에 대한 간섭이 심화되었다. 그 때문에 다른 왕조에선 찾아볼 수 없었던 중조(重祚) 현상이 2차례 나타났다. 그리고 고려에 시집 온 몽골 공주들은 고려의 왕후가 되었어도 몽골 제국의 작위가 더 우선했기에 '왕후'라는 시호가 붙지 않고 '공주'라는 시호가 붙었다. 고려는 국체를 지켜내는데는 성공했지만 몽골의 내정간섭을 받는 반독립 상태의 제후국으로 전락하게 되었던 것이다.
또한 전쟁과 그 이후에도 지속된 몽골의 침략과 그것을 방관하거나 자신들의 안전과 이익만 추구하여 몽골을 돕기도 했던 고려 귀족들로 인하여 고려 백성들은 상당한 피해를 입었다. 하지만 고려를 배신하고 몽골군에 항복한 백성들도 있었다.

## 항전 유적지
| 번호 | 유적                   | 조재지                    | 지정 종별 | 내용                                    | 비고      |
| ---- | ---------------------- | ------------------------- | --------- | --------------------------------------- | --------- |
| 1    | 처인성                 | 경기 용인시 남사면 아곡리 |           | 1232년 살리타이 사살                    | 기념비    |
| 2    | 죽주산성               | 경기 안성시 이죽면        |           | 1236년 송문주의 승전                    |           |
| 3    | 읍내리산성, 성안말산성 | 충남 아산시 온양          |           | 1236년 향리 현려의 승전                 | 1236.9.3  |
| 4    | 봉수산성               | 충남 예산군 대흥면        | 사적      | 1236년 전투                             |           |
| 5    | 봉의산성               | 강원 춘천시               |           | 1253년 몽골 야굴의 침입으로 함락 도륙됨 | 기념비    |
| 6    | 권금성                 | 강원 속초시               |           | 1253년 전투                             |           |
| 7    | 백화산성               | 경북 상주시 모동면        |           | 1254년 전투, 승 홍지                    | 기념탑    |
| 8    | 입암산성               | 전남 장성군 입암리        |           | 1256년                                  |           |
| 9    | 온양(아산만)           | 충남 아산시 선장면        |           | 1256년 장군 이천이 온수현에서 승전      | 1256.6.23 |
| 10   | 월악산성               | 충북 제천시               |           | 1256년                                  |           |
| 11   | 한계산성               | 강원 인제군               |           | 1259년                                  |           |
| 12   | 용장성                 | 전남 진도군               |           | 1270년                                  | 기념탑    |
| 13   | 항파두성               | 제주 북제주군             |           | 1271~1273년                             | 기념비    |
| 14   | 환해장성               | 제주 연안                 |           | 1271~1273년                             |           |
| 15   | 강화 고려궁지          | 인천 강화군               |           | 1232~1270년                             |           |

## 같이 보기
- 저고여
- 칭기즈 칸
- 오고타이 칸
- 살리타
- 김윤후
- 귀위크 칸
- 몽케 칸